# Кланец-при-Козіні
Кланец-при-Козіні (словен. Klanec pri Kozini) — поселення в общині Хрпелє-Козіна, Регіон Обално-крашка, Словенія. Висота над рівнем моря: 411,8 м. Розташоване на південь від м.Козіна.